# Sami d'Ume
El sami d'Ume és una llengua sami parlada per unes desenes de persones a Suècia i a Noruega. Es tracta d'una llengua en perill d'extinció.

## Fonologia

### Vocals
|             | Anterior | Central | Posterior |
| ----------- | -------- | ------- | --------- |
| Tancada     | i y      | ɨ ʉ     | u         |
| Semitancada | e        |         | o         |
| Semioberta  |          |         | ʌ         |
| Oberta      |          |         |           |

|             | Anterior | Central | Posterior |
| ----------- | -------- | ------- | --------- |
| Tancada     |          | ʉː      | uː        |
| Semitancada | eː       |         |           |
| Semioberta  | ɛː       |         | ɔː        |
| Oberta      |          |         | ɑː        |

## Sistema d'escriptura
Fins al 2010, el sami d'Ume no tenia un estàndard oficial d'escriptura, encara que fos la primera llengua sami que s'escrigué d'una manera corrent en una escola cristiana fundada a Lycksele el 1632, on el sami d'Ume era parlat. Es publicà el Nou Testament en sami d'Ume el 1755 i la primera Bíblia completa el 1811.
El grup de treball per al sami d'Ume s'encarrega de mantenir l'ortografia oficial, la seva publicació més recent és del 2016.
| Lletra | Fonema                  |
| ------ | ----------------------- |
| A a    | /ʌ/                     |
| Á á    | /ɑː/                    |
| B b    | /p/                     |
| D d    | /t/                     |
| Đ đ    | /ð/                     |
| E e    | /e/, /eː/               |
| F f    | /f/                     |
| G g    | /k/                     |
| H h    | /h/                     |
| I i    | /i/                     |
| Ï ï    | /ɨ/                     |
| J j    | /j/                     |
| K k    | /hk/, /k/               |
| L l    | /l/                     |
| M m    | /m/                     |
| N n    | /n/                     |
| Ŋ ŋ    | /ŋ/                     |
| O o    | /o/ (només en diftongs) |
| P p    | /hp/, /p/               |
| R r    | /r/                     |
| S s    | /s/                     |
| T t    | /ht/, /t/               |
| Ŧ ŧ    | /θ/                     |
| U u    | /u/, /uː/               |
| Ü ü    | /ʉ/, /ʉː/               |
| V v    | /v/                     |
| Y y    | /y/                     |
| Å å    | /o/, /ɔː/               |
| Ä ä    | /ɛː/                    |
| Ö ö    | /œ/ (només en diftongs) |

Remarques:
- La llargària vocàlica és ambigua per a les lletres ⟨u⟩, ⟨ü⟩ i ⟨å⟩. En obres de referència, la llargària és indicada per un màcron (⟨ū⟩, ⟨ǖ⟩, ⟨å̄⟩). En ortografies més antigues, la llargària es podia indicar escrivint dues vegades la vocal.
- No hi ha cap distinció entre consonants llargues i geminades, totes dues s'escriuen amb una doble consonant. En obres de referència, les geminades s'indiquen amb una línia vertical (⟨bˈb⟩, ⟨dˈd⟩ etc.).